# Benjamin Schlevin
Benjamin Schlevin (en yiddish : בנימין שלעװין), nom de plume de Benjamin Szejnman, né le 10 février 1913 à Brest-Litovsk et mort le 29 mars 1981 à Paris, est un écrivain de langue yiddish.

## Biographie
Benjamin Schlevin, né en 1913 dans l'Empire russe, est issu d'une famille d'artisans juifs. Il passe son enfance à Brest-Litovsk (ville qui fait partie de la IIe République de Pologne entre les deux guerres mondiales, puis sera incorporée à la Biélorussie soviétique après 1945). Il y est élève d'une école secondaire yiddish dans les années 1920. Admis à l'école normale d'instituteurs de Wilno (aujourd'hui Vilnius) à l'âge de quinze ans, il interrompt rapidement ses études pour raisons de santé. Il arrive en 1931 à Varsovie où il fréquente les cercles littéraires yiddish. Il immigre en France en 1934 et s'installe à Paris. Il trouve un emploi de linotypiste dans le journal communiste yiddish Naye Prese. Il s'engage dans l'armée française le 6 octobre 1939. Étant alors de nationalité polonaise, il est affecté au 23e régiment de marche des volontaires étrangers. En juin 1940, il est fait prisonnier de guerre et est envoyé en Stalag en Allemagne (stalags 383 puis VIIA). Libéré en avril 1945 par les Américains, il rentre à Paris et reprend ses activités littéraires ainsi que son emploi à la Naye Prese. Benjamin Szejnman quitte la presse communiste dans les années 1950, pour le journal yiddish Undzer vort (Notre Parole), toujours dans un emploi de linotypiste, jusqu'en 1975. Il évoque ce parcours de vie et sa carrière littéraire dans un long texte, intitulé Sentimentale rayze (Un Voyage sentimental) et paru l'année de son décès.

## Parcours littéraire
La carrière littéraire de Schlevin est décrite en détail dans une notice du Leksikon fun der nayer yidisher literatur (Dictionnaire de la nouvelle littérature yiddish), accessible en yiddish et en traduction anglaise. Son premier livre, un recueil de nouvelles, est publié à Varsovie en 1933 sous le titre Tsvishn vent (Entre les murs). Son œuvre la plus connue est le roman Les Juifs de Belleville, publié en yiddish en 1948 à Paris. Entre 1933 et 1981, il publie dix-sept ouvrages, en yiddish. Deux traductions seulement seront publiées de son vivant : une traduction partielle et expurgée des Juifs de Belleville en français (1956), et L'automne polonais, un recueil de nouvelles publié en hébreu (1979). Comme de nombreux écrivains yiddish de sa génération, Schlevin a eu une intense activité de critique littéraire. Il a d'ailleurs créé et animé à Paris, entre 1958 et 1961, la revue littéraire Undzer Eynikeyt (Notre Unité) qui a eu treize numéros au total (publiés en dix fascicules).

## Les Juifs de Belleville
Schlevin conçoit le projet d'un roman sur les immigrés ashkénazes de Belleville dès ses années d'installation à Paris, au milieu des années 1930. Quelques nouvelles, appelées à être intégrées dans le futur roman, sont publiées dans la presse yiddish en Pologne et en France dès l'avant-guerre. La rédaction du roman sera interrompue pendant la guerre, du fait de l'engagement de l'écrivain dans l'armée française puis de son internement en stalag. Revenu de captivité en 1945, Schlevin déclare que son objectif immédiat est de terminer Les Juifs de Belleville. L'ouvrage, qui sort en yiddish en 1948, est publié en traduction intégrale en 2025 par les Éditions l'Échappée.

### Intrigue
Benjamin Schlevin décrit la vie des artisans et ouvriers juifs de Belleville, originaires d’une Europe de l’Est secouée par les suites de la guerre de 1914-1918 et la révolution bolchevique. En suivant les trajectoires divergentes de ses deux héros venus de Pologne, Béni l’arriviste et Jacques l’idéaliste, arrivés ensemble à Paris en 1920, on découvre le monde complexe des petits patrons, des ouvriers d’atelier et des façonniers, unis par des liens de solidarité et d’exploitation, avec les hôtels sordides où s’entassent les nouveaux venus, les sociétés de secours mutuels, les cercles politiques et culturels comme la Kultur-Lige (Ligue de la Culture), animés par d’infatigables militants, la vie des cafés bellevillois et notamment la Lumière de Belleville, les combats antifascistes et les grèves de 1936, jusqu’aux pages sombres de l’Occupation, de la rafle du Vel' d'Hiv et des internements à Drancy, ainsi que des engagements dans la Résistance. L'une des originalités du roman réside dans la place consacrée aux volontaires étrangers engagés dans l'armée française en 1939, entraînés dans le Sud de la France, et dont les trois régiments forment "l'armée ficelle", mal armée, mal équipée, qui combat pourtant l'armée allemande avec l'énergie du désespoir en mai-juin 1940. La vie en captivité de ces engagés étrangers, internés dans des stalags en Allemagne de 1940 à 1945, forme ensuite la matière de trois chapitres entiers.

### Genèse du roman et publication en yiddish en 1948
Le choix d'écrire un roman sur le quartier de Belleville n'est pas dû au hasard, Belleville étant un quartier emblématique du Paris ouvrier où les immigrés juifs en provenance d’Europe orientale se sont installés en nombre après la Première guerre mondiale : c'est également le cas de Benjamin Schlevin après son arrivée à Paris en 1934. Certains éléments du futur roman sont publiés dans la presse yiddish d'avant-guerre, dont un passage intitulé "le Belleville juif" dans la Naye Folkstsaytung (Le Nouveau journal populaire), un quotidien polonais, en 1937. La déclaration de guerre de septembre 1939 interrompt le travail d'écriture du roman, qui reprend après son retour en France. Alors que le projet initial du roman consistait à brosser un portrait du Paris ouvrier juif des années 1920-1930, celui-ci a été enrichi par le récit des années 1939-1945.
Le roman, dont l'écriture a été étalée sur environ 10 ans, commence à paraître en 1947 dans la presse yiddish dans trois pays différents, sous forme de feuilleton. Les journaux qui le publient sont le Morgn Frayheyt (Liberté du Matin) à New York, Di Prese (La Presse) à Buenos Aires et la Naye Prese (La Presse Nouvelle) à Paris,  le quotidien communiste où Schlevin travaille comme linotypiste . L’œuvre de Schlevin est alors connue sous deux titres différents: à Paris le roman est connu sous son nom définitif tandis qu'à New York, le Morgn Frayheyt le publie sous le titre Dans le tourbillon parisien, sans mention du quartier de Belleville.  

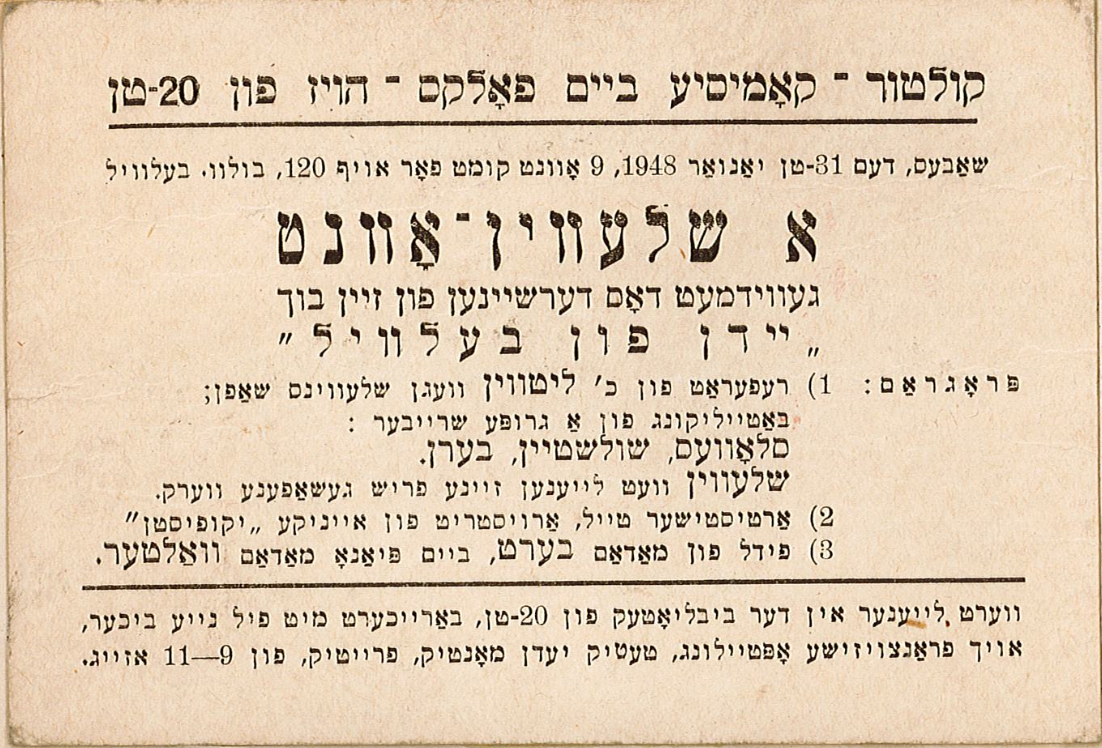
Invitation à la soirée de lancement des Juifs de Belleville le 31 janvier 1948

Après ces publications en feuilleton, le livre, dont la composition en imprimerie est effectuée par l’écrivain lui-même, sort en janvier 1948 aux éditions communistes yiddish Oyfsnay (Renouveau). Deux structures d’entraide contribuent à financer l’impression : la Société des originaires de Brisk (nom yiddish de Brest-Litovsk, ville natale de l’écrivain), et l’Association des émigrés juifs de Pologne. À l'occasion de la sortie parisienne, une soirée littéraire en l'honneur de Schlevin est organisée le 31 janvier à la Maison du Peuple (120, Boulevard de Belleville), au cœur du quartier où se situe l'essentiel du roman. 

### Réception
Le roman fait l’objet de nombreuses recensions dans les journaux yiddish parisiens mais aussi à l’étranger : à New York et à Buenos Aires notamment. Denis Eckert, dans la postface de l'édition de 2025 des Juifs de Belleville, fait état d'une vingtaine de recensions publiées. Il distingue deux catégories de critiques : une critique propre à la presse communiste yiddish de Paris et une critique au-delà des milieux communistes parisiens.
La réception de l'ouvrage par la presse communiste yiddish de Paris est mitigée ; dans d'âpres recensions, les critiques Mordkhe Litvine(Naye Prese ) ou Lili Berger (Oyfsnay) reprochent ainsi à Benjamin Schlevin de ne pas se conformer aux idéaux du communisme de l'après-guerre. Pour Litvine, les personnages brossés par Schlevin, dans la complexité de leurs expériences migratoires, ne sont pas présentés sous un angle suffisamment positif et héroïque. Berger, quant à elle, considère d'une part que ce récit est plus un agrégat de nouvelles qu'un roman à proprement parler, et critique d'autre part Schlevin pour ses descriptions qui ne mettent pas en valeur la beauté et la noblesse du prolétariat. Ces critiques sont caractéristiques d'un après-guerre où le communisme juif cherche à se construire une légitimité dans l'héritage de la Résistance : les Juifs de Belleville de Benjamin Schlevin ne rentrent par conséquent pas dans ce cadre.
Hors des cercles communistes yiddish parisiens, la critique reste présente mais les qualités du roman sont également mises en avant. Mimi Pinzо́n, depuis Buenos Aires, propose une critique tout en nuance : d'une part, elle compare le style de certains passages à la manière d'Israël Joshua Singer ; d'autre part, elle considère, à la suite de Berger, que ce roman est plus un ensemble de nouvelles reliées par des personnages récurrents qu'un véritable récit avec une intrigue centrale claire. Des critiques positives comme celles de Khil Aronson pour Haynt (Aujourd'hui), M. Shtrigler dans Undzer Vort (Notre Parole) ou M. Fuks dans Loshn un Lebn (Langue et Vie) sont, quant à elles, bien plus chaleureuses. Ces auteurs apprécient le caractère vivant des tableaux proposés par l'écrivain. À New York, la critique de Mukdoni, dans Der Morgn (Le Matin), est quant à elle fort négative, mais dépasse le cas des Juifs de Belleville : il reproche en effet à Schlevin et aux auteurs yiddish de l'après-guerre de ne proposer que des récits et des personnages médiocres qui ne sont pas à la dimension de la tragédie provoquée par les nazis.
Schlevin a répondu à certaines critiques, notamment celles provenant des cercles communistes yiddish parisiens, considérant que son rôle d'écrivain est d'être un observateur des luttes, des fatigues et des désespoirs du présent, sans vouloir imaginer nécessairement les « routes lumineuses du futur ». Aussi, il considère que l'immigré juif, prolétaire et harassé, ne saurait être un « Hercule aux muscles saillants ».

### L'édition française tronquée et expurgée de 1956
Au milieu des années 1950, une traduction en français est réalisée. Schlevin entre en contact avec les éditions Grasset en 1955, mais les échanges n'aboutiront à rien de concret . Le roman est finalement publié par les Nouvelles éditions latines en 1956. Cette édition est préfacée par le romancier Roger Ikor, récent prix Goncourt (1955). Cet écrivain de grande notoriété apprécie le portrait d'un Belleville de l'immigration qui, en décalage de son image de quartier du « Paris populaire […] avec son accent faubourien » est aussi « un milieu non moins populaire et ouvrier que son homologue français, mais où l'on parle yiddish » (p.10). Il loue aussi la peinture morale non-idéalisée de ce monde d'immigration : « ses personnages sont complexes, certains mêmes déplaisants ; l'idéaliste côtoie le margoulin, l'honnête homme la fripouille ; l'exploité de la veille devient parfois le lendemain un exploiteur » (p.8).
Dans leurs recensions parues pendant l'été 1956 dans Les Lettres françaises, les critiques André Wurmser et Charles Dobzynski émettent des doutes sur la qualité de la traduction. Wurmser évoque un livre « mal bâti et d'une certaine gaucherie, qu'une traduction apparemment maladroite accentue ». Dobzynski critique le « style narratif, un peu monocorde » du texte français, ajoutant cependant que « la faute en incombe peut-être à la traduction : il est certain que des coupes regrettables ont été faites ». Et de fait, ces Juifs de Belleville de 1956 sont une version raccourcie et transformée du roman initial. Il manque trois chapitres complets (chapitres 19, 21 et 29 de l’édition en yiddish), et de nombreux autres sont abrégés ou expurgés. Le passage discret à l'hôtel d'un couple adultère disparaît (p. 342-343 de l'édition intégrale de 2025), tout comme plusieurs scènes où les sans-papiers sont harcelés par la police ou l'administration française (par exemple la scène à la Préfecture, p.327-328 de la nouvelle édition).
Il est impossible de dire qui, de l'éditeur ou du traducteur, est responsable des coupes et transformations. Le traducteur n'est d'ailleurs pas immédiatement identifiable. Il utilise le pseudonyme de "Marcel Arnaud", mais on a su postérieurement qu'il s'agissait de l'écrivain Arnold Mandel (1913-1987). Benjamin Schlevin confirme d"ailleurs son identité dans une interview de 1978. Bien plus tard, Henri Raczymow critiquera Arnold Mandel dans D'un écrit vain (2016) pour avoir utilisé un pseudonyme : « avait-il honte ? De quoi ? Cette traduction depuis un jargon depuis longtemps dénigré [...] lui aurait-elle porté ombrage? ».

### 2025: la première traduction intégrale du roman
Les Éditions l'échappée publient la première traduction intégrale en français du roman en 2025, dans leur collection "Paris perdu" (traducteurs : Batia Baum, Joseph Strasburger). Le texte du roman est accompagné d'un appareil critique d'une soixantaine de pages. Cette publication est soutenue par la Fondation pour la Mémoire de la Shoah et le Centre National du Livre.

## Œuvres principales (en yiddish)
1933 : Tsvishn vent - צװישן װענט (Entre les murs), recueil de nouvelles
1937 : Groye profiln - גרױע פּראָפֿילן (Profils gris), recueil de nouvelles
1938 : Der marsh oyf brisk - דער מאַרש אױף בריסק (La Marche sur Brisk), roman
1948 : Di yidn fun belvil - די ייִדן פֿון בעלװיל (Les Juifs de Belleville), roman
1949 : Rut un naomi - רות און נעמי - (Ruth et Naomi), nouvelle
1951 : Geven iz es nekhtn - געװען איז עס נעכטן (C'est arrivé hier), roman

### Les Frères Fraykin(trilogie)
1955 : tome 1) Dos hoyz in der topoln-gas - דאָס הױז אין דער טאָפּאָלן־גאַס - (La Maison de la rue des Peupliers), roman
1956 : tome 2) Oyfn parizer bruk - אױפֿן פּאַריזער ברוק - (Sur le pavé de Paris), roman
1956 : tome 3) Dos zugezogte land - דאָס צוגעזאָגטע לאַנד - (La Terre promise), roman
1958 : Di goldene iluzye - די גאָלדענע אילוזיע - (L'illusion d'or), roman
1961 : Khaveyrim fun muranover rayon - חברים פֿון מוראַנאָװער ראַיאָן - (Les camarades du quartier Muranów), roman
1964 : Geklibene dertseylungen - געקליבענע דערצײלונגען - (Nouvelles choisies), nouvelles
1969 : Lipe Kamashnmakher - ליפּע קאַמאַשנמאַכער - (Lipe le fabricant de guêtres), roman
1971 : Shotns fun monparnas - שאָטנס פֿון מאָנפּאַרנאַס - (Les Ombres de Montparnasse), roman
1974 : Unter di sthern fun negev - אונטער די שטערן פֿון נגב (Sous les étoiles du Negev), nouvelles
1977 : Vuhin geystu, Daniel ? - װוּהין גײסטו, דאַניעל - (Où vas-tu, Daniel ?), roman
1981 : Shvere Gemiter, dertseylungen, dermonungen, batrakhtungen - שװערע געמיטער, דערצײלונגען, דערמאָנונגען, באַטראַכטונגען (Sombres humeurs - nouvelles, souvenirs, réflexions), nouvelles & autres textes

## Œuvres traduites
1956 (français): Les Juifs de Belleville, roman, trad. Marcel Arnaud (pseudonyme d'Arnold Mandel), traduction partielle
1979 (hébreu) : Setav polani - סתיו פולני - (L'Automne polonais), nouvelles
2025 (français), Les Juifs de Belleville, roman, traduction intégrale par Batia Baum et Joseph Strasburger

## Activité de traducteur (du français vers le yiddish)
1949: Louis Aragon, Dos roymishe rekht ekzistirt nisht mer - דאָס רױמישע רעכט עקזיסטירט נישט מער - (Le Droit romain n'existe plus), trad. B. Schlevin
Date non-connue: Honoré de Balzac, Di kuzine beti - די קוזינע בעטי - (La Cousine Bette), trad. B. Schlevin, paru en feuilleton dans la presse yiddish parisienne, publié après les Juifs de Belleville (1948) et avant C'est arrivé hier (1951)